# Astro Bot Rescue Mission
Astro Bot Rescue Mission es un videojuego de plataformas desarrollado por la división Team Asobi de Japan Studio y publicado por Sony Interactive Entertainment para PlayStation VR de PlayStation 4. Está protagonizada por un elenco de personajes robóticos presentados por primera vez en The Playroom, donde aparecían como robots que vivían dentro del DualShock 4 controlador. En el juego, el jugador se une al Capitán Astro y emprende una búsqueda para rescatar a su tripulación perdida dispersa en diferentes mundos. El juego recibió elogios de los críticos, quienes elogiaron el uso del juego del DualShock 4, la implementación de la realidad virtual y el diseño de niveles variados.

## Jugabilidad
Astro Bot Rescue Mission es un juego de plataformas en 3D en el que el jugador toma el control de Astro Bot, un pequeño robot que usa el DualShock 4. Astro puede saltar, flotar, golpear y cargar su golpe en un ataque giratorio. El juego está en VR; una de las particularidades es que la cámara está controlada por los movimientos de la cabeza del jugador en lugar del joystick analógico derecho. Como jugador de realidad virtual, también existen en este mundo como un robot gigante que sigue a Astro, con la capacidad de interactuar con el entorno; por ejemplo, destruyendo paredes con cabezazos, esquivando los ataques de los enemigos o soplando el micrófono de los auriculares para esparcir pétalos de flores.
El objetivo del juego es rescatar a la tripulación de Astro repartida por cada mundo. El juego tiene cinco mundos y veinte niveles, con un total de 213 bots para rescatar. Hay 8 robots perdidos en cada nivel y encontrarlos requiere saltar hábilmente y mirar cuidadosamente a través del entorno. El juego utiliza audio 3D para que el jugador pueda localizar la voz de Bots. Al final de cada mundo, un jefe espera y requiere una cierta cantidad de bots rescatados para desbloquear, lo que ocasionalmente incita al usuario a regresar a niveles previamente despejados para rescatar más bots perdidos. Al igual que los Bots, los Space Chameleons están ocultos por nivel y el jugador puede encontrarlos confiando en el audio 3D. Cuando se encuentra un Space Chameleon, se desbloquea una etapa de desafío adicional especial, que duplica el contenido del juego. En algunos niveles, se pueden encontrar cofres mágicos que contienen dispositivos de control. Hay 7 artilugios en total (Gancho, Pistola de agua, Shuriken, Cuerda floja, Luz mágica, Ametralladora y Tirachinas). La pistola de agua, por ejemplo, te permite cultivar plantas para hacer plataformas para que Astro salte, active turbinas o enfríe la lava para crear un camino seguro para Astro Bot. Con estos dispositivos de control, puede ayudar a Astro en su viaje, combinando la plataforma en tercera persona con el uso del dispositivo en primera persona. Esta dualidad es uno de los puntos únicos de Astro Bot y lo convierte en una mezcla entre los juegos de plataformas tradicionales y el juego posicional VR. Al final de cada mundo, un gran jefe espera que usted y Astro trabajen en equipo para derrotarlo.

## Desarrollo
El juego fue creado por la división Team Asobi de Japan Studio. Debido a la demanda popular y los comentarios de los fanáticos del minijuego llamado "Robot Rescue" en The Playroom VR, Japan Studio decidió crear un juego completo basado en el minijuego. Astro Bot Rescue Mission fue desarrollado en 18 meses por un equipo de 25 personas. La música fue compuesta por Kenneth C M Young. El juego se ha incluido con otro juego de realidad virtual Moss.

## Recepción
El juego se lanzó el 2 de octubre de 2018 en Europa y América del Norte y el 3 de octubre de 2018 en Asia en formato digital y en caja. A partir de julio de 2019, Astro Bot Rescue Mission es el juego de realidad virtual mejor valorado de la historia según el sitio de revisión Metacritic, y el sexto juego de PS4 mejor valorado en 2018. El juego fue elogiado especialmente por su uso de las características del controlador DualShock 4 y el variado diseño de niveles.
El puntaje de 10/10 de Chris Dunlap en GamingAge indicó que "'Astro Bot Rescue Mission' es un juego extremadamente divertido y atractivo, y una adición dinamita a la creciente biblioteca de PSVR". PSU.com dijo: "Fácilmente el mejor juego de plataformas y PS VR del mercado este año".

### Premios
| Año  | Premio                                                | Categoría                                                        | Resultado | Ref           |
| ---- | ----------------------------------------------------- | ---------------------------------------------------------------- | --------- | ------------- |
| 2018 | Game Critics Awards                                   | Mejor juego de realidad virtual/realidad aumentada               |           | [ 17 ]        |
| 2018 | Gamescom 2018                                         | Mejor juego de rompecabezas/habilidad                            |           | [ 18 ]        |
| 2018 | 9th Hollywood Music in Media Awards                   | Mejor canción original ("A Fire in Your Mind")                   |           | [ 19 ] [ 20 ] |
| 2018 | The Game Awards 2018                                  | Mejor juego de realidad virtual/realidad aumentada               |           | [ 21 ] [ 22 ] |
| 2018 | The Edge Awards 2018                                  | Juego de realidad virtual del año                                |           | [ 23 ]        |
| 2018 | The Edge Awards 2018                                  | Juego del año                                                    |           | [ 23 ]        |
| 2019 | New York Game Awards                                  | Premio Coney Island Dreamland al mejor juego de realidad virtual |           | [ 24 ]        |
| 2019 | D.I.C.E. Awards                                       | Logro técnico excepcional                                        |           | [ 25 ]        |
| 2019 | D.I.C.E. Awards                                       | Juego familiar del año                                           |           | [ 25 ]        |
| 2019 | D.I.C.E. Awards                                       | Técnica de realidad inmersiva Achievement                        |           | [ 25 ]        |
| 2019 | D.I.C.E. Awards                                       | Juego de realidad inmersiva del año                              |           | [ 25 ]        |
| 2019 | National Academy of Video Game Trade Reviewers Awards | Animación, artística                                             |           | [ 26 ]        |
| 2019 | National Academy of Video Game Trade Reviewers Awards | Diseño de control, RV                                            |           | [ 26 ]        |
| 2019 | National Academy of Video Game Trade Reviewers Awards | Direction in Virtual Reality                                     |           | [ 26 ]        |
| 2019 | National Academy of Video Game Trade Reviewers Awards | Juego, familia original                                          |           | [ 26 ]        |
| 2019 | National Academy of Video Game Trade Reviewers Awards | Mezcla de sonido en realidad virtual                             |           | [ 26 ]        |
| 2019 | National Academy of Video Game Trade Reviewers Awards | Uso de sonido, nueva IP                                          |           | [ 26 ]        |
| 2019 | SXSW Gaming Awards                                    | Excelencia en logros técnicos                                    |           | [ 27 ]        |
| 2019 | SXSW Gaming Awards                                    | Juego de realidad virtual del año                                |           | [ 27 ]        |
| 2019 | Game Developers Choice Awards                         | Mejor juego de realidad virtual/realidad aumentada               |           | [ 28 ]        |
| 2019 | 15th British Academy Games Awards                     | Mejor juego                                                      |           | [ 29 ]        |
| 2019 | 15th British Academy Games Awards                     | Diseño de juego                                                  |           | [ 29 ]        |
| 2019 | 15th British Academy Games Awards                     | Innovación de juego                                              |           | [ 29 ]        |
| 2019 | Famitsu Awards                                        | Premio especial                                                  |           | [ 30 ]        |
| 2019 | Italian Video Game Awards                             | Premio a la Innovación                                           |           | [ 31 ]        |
| 2019 | Japan Game Awards                                     | Premio a los diseñadores de juegos                               |           | [ 32 ]        |
| 2019 | The Independent Game Developers' Association Awards   | Mejor juego de arcade                                            |           | [ 33 ]        |

## Secuela
Se lanzó una secuela, Astro's Playroom, para PlayStation 5 como un título de lanzamiento que está preinstalado en todas las consolas y sirvió como una demostración técnica de las capacidades de la consola y el controlador DualSense.
El videojuego se lanzó el mismo día que la PlayStation 5, 12 de noviembre del 2020